# ムンジ・バウェンディ
ムンジ・ガブリエル・バウェンディ（アラビア語: منجي الباوندي、1961年3月15日 - ）は、アメリカ、チュニジア、フランスの化学者である。現在、マサチューセッツ工科大学のLester Wolfe教授職を務めている。高品質の量子ドットの化学的製造で知られる。2023年に、ルイ・ブラス、アレクセイ・エキモフとともにノーベル化学賞を受賞した。

## 経歴
フランスのパリで、チュニジア人数学者Mohammed Salah Baouendiの息子として生まれる。フランスとチュニジアで生活した後、子どものときに家族でアメリカに移住した。インディアナ州ウェストラファイエットに住み、父Salahはパデュー大学の数学科で研究した。1978年にWest Lafayette Junior-Senior High Schoolを卒業した。
ハーバード大学から1982年に学士、1983年にマスターオブアーツ(en:Master of Arts)を取得した。1988年にKarl Freedと岡武史の指導の元 、シカゴ大学から化学でPh.D.を取得した。
Freedとともに、理論高分子物理学に取り組み、岡とともにH3+のホットバンドの実験に取り組んだ。H3+は、1989年に観測された木星の発光スペクトルの解明に役立った。
大学院での研究において、岡はバウェンディにベル研究所のサマープログラムを勧め、そこでルイ・ブラスが量子ドットの研究を紹介した。卒業後、博士研究員としてベル研究所でブラスとともに研究を始めた。
1990年にはマサチューセッツ工科大学 (MIT) に加わり、1996年に教授となった。

## 研究
2000年から2010年までの10年間で最も引用された化学者の1人である。量子ドットの研究開発の第一人者である。量子ドットは、ナノスケールの大きさにより独特の光学的及び電子的特性が得られる小さな半導体結晶である。
量子ドットにおける主な課題は、安定かつ均一な高品質の量子ドットを作成する方法を見つけ出すことであった。バウェンディは量子ドット合成の標準化された方法を開発した業績で知られている。1993年、David J. Norris、Christopher B. Murrayとバウェンディは、明確な大きさと高い工学品質を備えた再現可能な量子ドットを製造するためのホットインジェクション合成法を報告した。
この化学的製造方法におけるブレークスルーにより、大きさに応じて量子ドットを調整し、結果として予測可能な特性を達成することが可能になった。これにより、材料をより細かく制御することができるようになり、正確で再現可能な結果を達成することができるようになった。
この方法により、幅広い分野における量子ドットの大規模な技術応用の開発への扉が開かれた。量子ドットは現在、発光ダイオード(LED)、太陽光発電（太陽電池）、光検出器、光伝導体、レーザ、生物医学イメージングなどに使用されている。

## 受賞
- アメリカ化学会(ACS)の1997 Nobel Signature Award for Graduate Education in Chemistry[23]
- Advanced MaterialsのSackler Prize物理化学部門（2001年）[24]
- アーネスト・ローレンス賞（2006年）[25]

- クラリベイト引用栄誉賞（化学、2020年）Christopher B. Murrayと玄澤煥とともに"for synthesis of nanocrystals with precise attributes for a wide range of applications in physical, biological, and medical systems."による[26]

- ノーベル化学賞（2023年）ルイ・ブラスとアレクセイ・エキモフとともに「量子ドットの発見と合成」による[3]

## 主要論文
- Shirasaki, Yasuhiro; Supran, Geoffrey J.; Bawendi, Moungi G.; Bulović, Vladimir (January 2013). “Emergence of colloidal quantum-dot light-emitting technologies” (英語). Nature Photonics 7 (1):  13–23. Bibcode: 2013NaPho...7...13S. doi:10.1038/nphoton.2012.328. ISSN 1749-4893.
- Soo Choi, Hak; Liu, Wenhao; Misra, Preeti; Tanaka, Eiichi; Zimmer, John P.; Itty Ipe, Binil; Bawendi, Moungi G.; Frangioni, John V. (October 2007). “Renal clearance of quantum dots” (英語). Nature Biotechnology 25 (10):  1165–1170. doi:10.1038/nbt1340. ISSN 1546-1696. PMC 2702539. PMID 17891134.
- Murray, C. B.; Kagan, C. R.; Bawendi, M. G. (August 2000). “Synthesis and Characterization of Monodisperse Nanocrystals and Close-Packed Nanocrystal Assemblies” (英語). Annual Review of Materials Science 30 (1):  545–610. Bibcode: 2000AnRMS..30..545M. doi:10.1146/annurev.matsci.30.1.545. ISSN 0084-6600.
- Dabbousi, B. O.; Rodriguez-Viejo, J.; Mikulec, F. V.; Heine, J. R.; Mattoussi, H.; Ober, R.; Jensen, K. F.; Bawendi, M. G. (1 November 1997). “(CdSe)ZnS Core−Shell Quantum Dots: Synthesis and Characterization of a Size Series of Highly Luminescent Nanocrystallites” (英語). The Journal of Physical Chemistry B 101 (46):  9463–9475. doi:10.1021/jp971091y. ISSN 1520-6106.
- Murray, C. B.; Norris, D. J.; Bawendi, M. G. (September 1993). “Synthesis and characterization of nearly monodisperse CdE (E = sulfur, selenium, tellurium) semiconductor nanocrystallites” (英語). Journal of the American Chemical Society 115 (19):  8706–8715. doi:10.1021/ja00072a025. ISSN 0002-7863.
- Bawendi, M G; Steigerwald, M L; Brus, L E (October 1990). “The Quantum Mechanics of Larger Semiconductor Clusters ("Quantum Dots")” (英語). Annual Review of Physical Chemistry 41 (1):  477–496. Bibcode: 1990ARPC...41..477B. doi:10.1146/annurev.pc.41.100190.002401. ISSN 0066-426X.